# Yehia El-Deraa
Yehia El-Deraa (El Cairo, 17 de julio de 1995) es un jugador de balonmano egipcio que juega de lateral izquierdo en el MKB Veszprém. Es internacional con la selección de balonmano de Egipto.

## Palmarés

### Selección egipcia
| Campeonato Africano  | Campeonato Africano | Campeonato Africano | Campeonato Africano |
| Año                  | Lugar               | Medalla             |                     |
| -------------------- | ------------------- | ------------------- | ------------------- |
| 2018                 | Gabón               | Medalla de plata    |                     |
| 2020                 | Túnez               | Medalla de oro      |                     |
| 2022                 | Egipto              | Medalla de oro      |                     |
| 2024                 | Egipto              | Medalla de oro      |                     |
| Juegos Mediterráneos |                     |                     |                     |
| Año                  | Lugar               | Medalla             |                     |
| 2022                 | Orán                | Medalla de plata    |                     |

### Al Ahly
- Recopa de África de balonmano masculino (1): 2017
- Supercopa de África de balonmano (1): 2017

### Zamalek
- Liga de Egipto de balonmano (3): 2019, 2020, 2021
- Liga de Campeones de África de balonmano (1): 2019
- Supercopa de África de balonmano (1): 2019

### Veszprém
- Liga húngara de balonmano (2): 2023, 2024
- Copa de Hungría de balonmano (2): 2023, 2024
- Campeonato Mundial de Clubes de Balonmano (1): 2024

## Clubes
| Club            | País      | Año         |
| --------------- | --------- | ----------- |
| Heliopolis SC   | Egipto    | - 2016      |
| Al Ahly         | Egipto    | 2016 - 2017 |
| Ribe-Esbjerg HH | Dinamarca | 2017 - 2018 |
| Zamalek SC      | Egipto    | 2018 - 2022 |
| MKB Veszprém    | Hungría   | 2022 - Act. |